# Grom
Grom (tudi grmenje) je hrup ozirom bobnenje, ki ga sproži strela zaradi zelo hitre 
razžaritve in razširitve zraka v bliskovem kanalu. 
Če čas v sekundah, ki poteče od bliska do groma, delimo s 3, dobimo oddaljenost bliska v kilometrih.